# Кастер (округ, Монтана)
Шаблон:StateAbbr_ 46°16′ пн. ш. 105°35′ зх. д. / 46.27° пн. ш. 105.58° зх. д.
Округ  Кастер (англ. Custer County) — округ (графство) у штаті  Монтана, США. Ідентифікатор округу 30017.

## Історія
Округ утворений 1865 року.

## Демографія
За даними перепису 
2000 року 
загальне населення округу становило 11696 осіб, зокрема міського населення було 9720, а сільського — 1976.
Серед мешканців округу чоловіків було 5724, а жінок — 5972. В окрузі було 4768 домогосподарств, 3092 родин, які мешкали в 5360 будинках.
Середній розмір родини становив 2,94.
Віковий розподіл населення поданий у таблиці:
| Стать    | До 15 років | 15-21 | 22-29 | 30-39 | 40-49 | 50-65 | 65-85 | Понад 85 |
| -------- | ----------- | ----- | ----- | ----- | ----- | ----- | ----- | -------- |
| Чоловіки | 1220        | 642   | 452   | 706   | 900   | 935   | 774   | 95       |
| Жінки    | 1102        | 620   | 497   | 754   | 911   | 958   | 971   | 159      |

## Суміжні округи
- Прері — північ
- Феллон — схід
- Картер — південний схід
- Роудер-Рівер — південь
- Роузбад — захід
- Ґарфілд — північний захід

## Виноски
1. ↑  Population and Housing Unit Estimates. Архів оригіналу за 16 серпня 2019. Процитовано 29 липня 2019.
2. ↑  U.S. Decennial Census. US Census Bureau. Архів оригіналу за 26 квітня 2015. Процитовано 27 листопада 2014.
3. ↑  Historical Census Browser. University of Virginia Library. Архів оригіналу за 11 серпня 2012. Процитовано 27 листопада 2014.
4. ↑  Population of Counties by Decennial Census: 1900 to 1990. US Census Bureau. Архів оригіналу за 22 вересня 2018. Процитовано 27 листопада 2014.
5. ↑  Census 2000 PHC-T-4. Ranking Tables for Counties: 1990 and 2000 (PDF). US Census Bureau. Архів оригіналу (PDF) за 18 грудня 2014. Процитовано 27 листопада 2014.
6. ↑  State & County QuickFacts. US Census Bureau. Архів оригіналу за 9 липня 2011. Процитовано 14 вересня 2013.(англ.) Наведено за англійською вікіпедією.
7. ↑  American FactFinder. Бюро перепису населення США. Архів оригіналу за 29 липня 2011. Процитовано 31 січня 2008.

| США | Це незавершена стаття з географії США. Ви можете допомогти проєкту, виправивши або дописавши її. |